# Мольберт

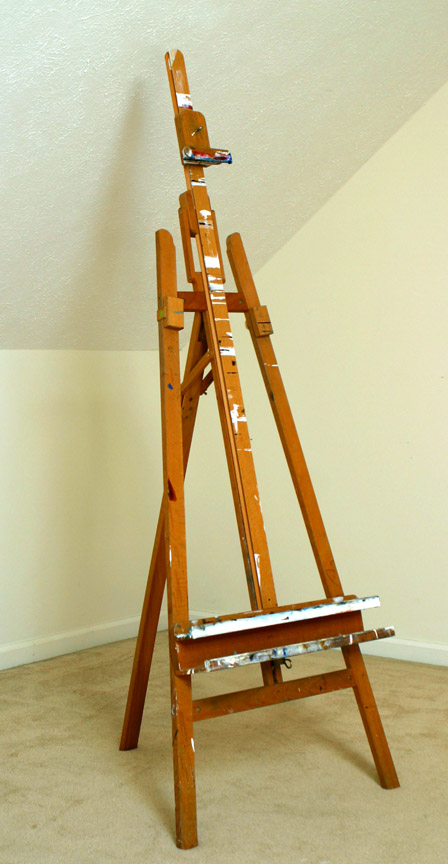
Мольберт

Мольберт (от нем. Malbrett: доска для рисования) — подставка, обычно деревянная, на которой художник помещает во время работы картину, рисунок и т. д. К вариантам мольберта относятся треножные мольберты, известные уже в античную эпоху, и мольберты, состоящие из вертикальных стоек, укреплённых на горизонтальном основании.

## История
Изначально мольбертом называлась основа картин, выполненных маслом на дощатых или медных щитах. Кроме византийских икон и египетских изображений времён позднего периода античности мольберты были впервые использованы в XI и XII веках в изготовлении алтарных подставок (лат. Retabulus) или занавесей (лат. Antependium) и в XVI веке вытеснены натянутым на деревянную раму холстом. Голландские художники, а также их подражатели продолжали, однако, рисовать на мольбертах и в более поздние периоды. В XIX веке в качестве мольбертов нашли своё применение и более устойчивые к деформации древесно-стружечные плиты.
Некоторые источники ошибочно утверждают, что слово Malbrett (мальбрет в правильной транскрипции) больше не используется в немецком языке. Более верным можно считать высказывание, что мольберт не используется в его первичном смысле. Однако в качестве подставки для рисования, например, надевающейся на шею, мольберты можно встретить в магазинах художественных принадлежностей.